# Walter Rosenberg

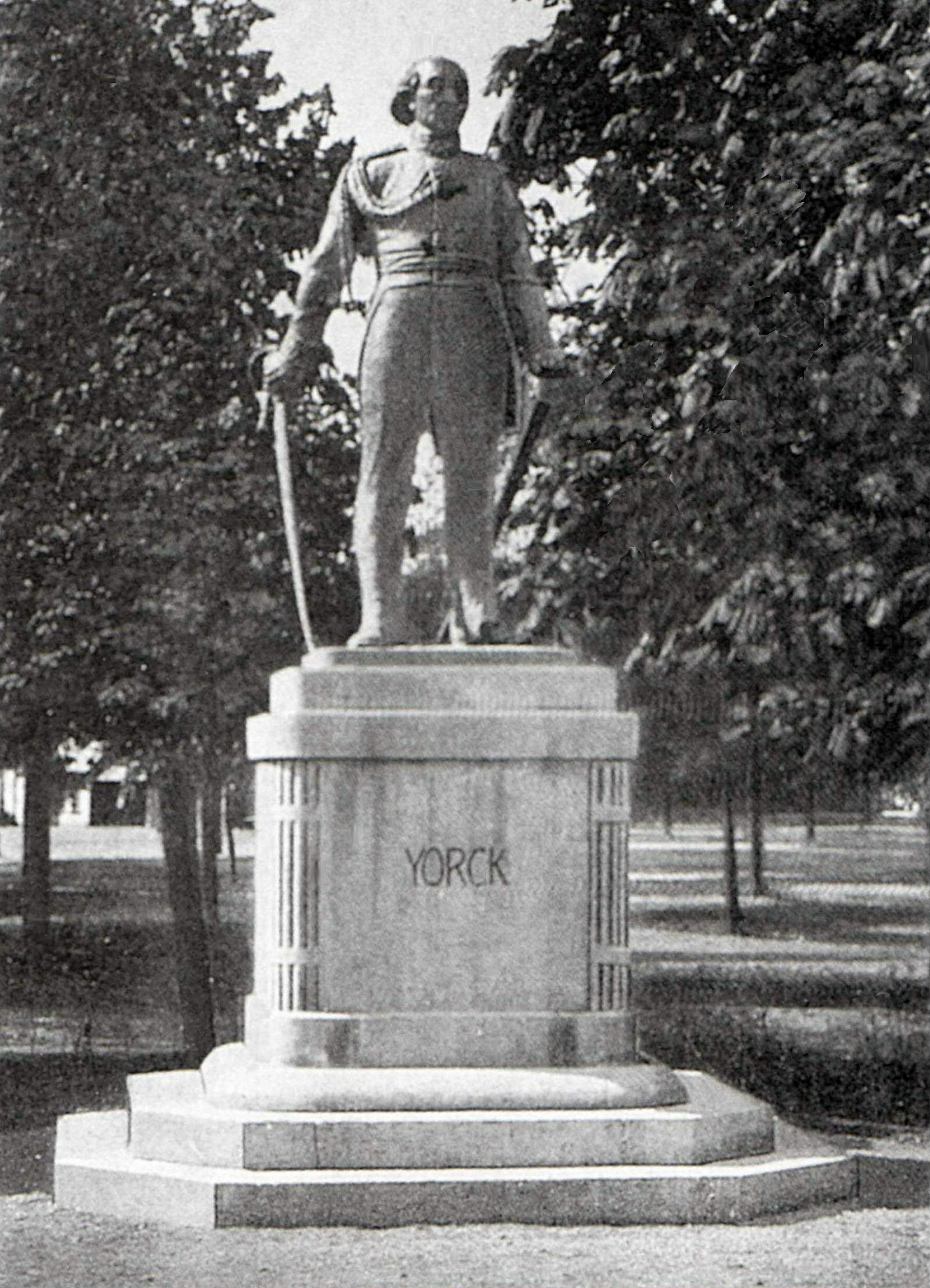
Yorck-Denkmal

Walter Rosenberg (* 21. August 1882 in Königsberg i. Pr.; † April 1945 ebenda durch Suizid) war ein deutscher Bildhauer und Künstler.

## Leben
Rosenberg studierte von 1899 bis 1902 an der Kunstakademie Königsberg und war drei Jahre lang Meisterschüler von Friedrich Reusch. Nach Reisen durch Frankreich und Italien ließ er sich endgültig in Königsberg nieder. Hier wurde er schnell ein anerkannter Künstler und Bildhauer. In der Zeit des Nationalsozialismus war er obligatorisch Mitglied der Reichskammer der bildenden Künste. Sicher belegt ist in Königsberg seine Teilnahme 1935 an der Ausstellung Ostpreußenkunst. Kunstausstellung des Königsberger Kunstvereins und 1937 Ostpreußisches Kunstschaffen der Gegenwart.
Die meisten seiner Arbeiten in den ehemaligen Provinzen Pommern und Ostpreußen wurden nach dem Zweiten Weltkrieg unter polnischer bzw. sowjetischer Verwaltung geschändet und vernichtet.

## Werke
- Friedland (Provinz Ostpreußen)
  - Standbild des Hochmeisters von Trier an der Rathausfassade (vollendet 1929)
  - Herzog Albrecht von Preußen-Standbild an der Rathausfassade
  - Paul von Hindenburg-Standbild (als Roland) an der Rathausfassade
- Kreuz a. Ostbahn (Provinz Pommern)
Kriegerdenkmal 1914–18
- Marienburg (Provinz Westpreußen)
Schützenbrunnen (vollendet 1925)
- Mehlsack (Provinz Ostpreußen)
Kriegerdenkmal 1914–18 (errichtet 1914)
- Königsberg (Provinz Ostpreußen)
  - Büsten von Frey und Heidemann im Kneiphöfischen Rathaus
  - Ritterbrunnen an der Südseite des Schlosses (vollendet 1903)
  - Relief von Hermann Claaß im Tiergarten (erhalten und neu aufgestellt)
  - Allegorische Gruppe „Frieden“ am Bismarck-Denkmal
- Entwurf des Denkmals von Bildhauer Friedrich Reusch (errichtet 1901)
  - General Yorck von Wartenburg-Standbild, auf dem Walter-Simon-Platz (enthüllt 5. Februar 1913)
  - Reiterrelief des Großen Kurfürsten, an der Gaststätte „Zum Kurfürsten“, ehemals Steindamm 153 (errichtet 1930)
- Labiau (Provinz Ostpreußen)
  - Komtur von Schindekopp-Standbild an der Rathausfassade (vollendet 1930)
  - Stadthauptmann von Nettelhorst-Standbild an der Rathausfassade
  - Großer Kurfürst Friedrich Wilhelm-Standbild an der Rathausfassade
  - Generalfeldmarschall Paul von Hindenburg-Standbild an der Rathausfassade
- Ortelsburg (Provinz Ostpreußen)
Bataillonsdenkmal 1914–18 des Ostpreußischen Jägerbataillons 'Graf York von Wartenburg' No. 1, an der Burg (enthüllt 17. August 1924)
- auf dem Sockel ein stehender Jäger mit Gewehr
- Pörschken, Landkreis Heiligenbeil (Provinz Ostpreußen)
Kriegerdenkmal 1914–18 (enthüllt 1927)
- Tapiau (Provinz Ostpreußen)
Kriegerdenkmal 1914–18 (als Marktbrunnen)